# Stan Lee’s Lucky Man
Stan Lee’s Lucky Man ist eine britische Fernsehserie, die vom US-amerikanischen Marvel-Mastermind Stan Lee erdacht wurde. Die erste Staffel der Serie wurde in ihrem Heimatland mit durchschnittlich 1,9 Millionen Zuschauern eine der meistgesehenen Serien des ausstrahlenden Senders Sky 1. Die Fernsehserie wurde um eine zweite Staffel verlängert, deren Ausstrahlung im Februar 2017 erfolgte. Die deutschsprachige Ausstrahlung begann am 1. März 2017 bei Sky 1, der auch die 2. und die 3. Staffel ausstrahlte.

## Inhalt
Der Polizist Harry Clayton hat praktisch alles verloren, woran vor allem seine Spielsucht schuld ist. Seine Ehefrau und seine Tochter sind weg, und er hat hohe Schulden bei einem Geldhai und Casino-Besitzer. Da trifft er auf eine mysteriöse Frau, die ihm ein antikes Armband anlegt, das ihm fortan zu unermesslichem Glück verhilft. Dieses war jedoch nicht für ihn bestimmt, und so wird er von dem eigentlichen Empfänger verfolgt. Dabei muss er feststellen, dass das Glück seinen Preis hat.

## Besetzung
Die Synchronisation der Serie wird bei der Level 45 nach Dialogbüchern von Guido Kellershof und Werner Böhnke unter der Dialogregie von Kellershof erstellt.
| Rolle              | Darsteller         | Staffel | Synchronsprecher  |
| ------------------ | ------------------ | ------- | ----------------- |
| Harry Clayton      | James Nesbitt      | 1–      | Michael Lott      |
| Eve Alexandri      | Sienna Guillory    | 1–      | Tina Haseney      |
| Steve Orwell       | Darren Boyd        | 1–      | Otto Strecker     |
| Rich Clayton       | Stephen Hagan      | 1–      | Jaron Löwenberg   |
| Kalim              | Omid Djalili       | 1 und 3 | Tayfun Bademsoy   |
| Elizabeth Gray     | Neve McIntosh      | 3       |                   |
| Anna Clayton       | Eve Best           | 1–2     | Sabine Falkenberg |
| Alistair Winter    | Steven Mackintosh  | 1–2     | Viktor Neumann    |
| Isabella Augustine | Thekla Reuten      | 2       |                   |
| Daisy Clayton      | Leilah de Meza     | 1–3     | Miria Haseney     |
| Nikhail Julian     | Sendhil Ramamurthy | 1–2     | Frank Schaff      |
| Lily-Anne Lau      | Jing Lusi          | 1–2     | Anja Nestler      |
| Jonny              | Jonathan Kerrigan  | 2       |                   |
| Charles Collins    | John Hopkins       | 1       | Sven Gerhardt     |
| Doug               | Burn Gorman        | 1       | Klaus-Peter Grap  |
| Freddie Lau        | Kenneth Tsang      | 1       | Gunnar Helm       |
| Yury Becker        | Joseph Gatt        | 1       | Oleg Tikhomirov   |
| Suri Chohan        | Amara Karan        | 1–3     | Maren Rainer      |
| Samuel Blake       | Rupert Penry-Jones | 3–      |                   |

## Produktionshintergrund
Die Idee zur Serie kam Comicautor Stan Lee, als auf einer Convention von Fans gefragt wurde, welche Superkraft er gerne selbst hätte. Daraufhin meinte er selbst bloß „Glück“, und die Idee zur Serie war geboren, da er Glück als solches noch nie als Kraft für einen der von ihm erdachten Helden verwendete.

## Episodenliste

### Staffel 1
| Nr. (ges.) | Nr. (St.) | Deutscher Titel             | Originaltitel         | Erstausstrahlung GB | Deutschsprachige Erstausstrahlung (D) | Regie          | Drehbuch                    |
| ---------- | --------- | --------------------------- | --------------------- | ------------------- | ------------------------------------- | -------------- | --------------------------- |
| 1          | 1         | Mehr Yang als Yin           | More Yang Than Yin    | 22. Jan. 2016       | 1. März 2017                          | Andy De Emmony | Neil Biswas                 |
| 2          | 2         | Mal Gewinner, mal Verlierer | Win Some, Lose Some   | 29. Jan. 2016       | 1. März 2017                          | Andy De Emmony | Ben Schiffer                |
| 3          | 3         | Das teuflische Auge         | Evil Eye              | 5. Feb. 2016        | 8. März 2017                          | David Caffrey  | Ben Schiffer & Neil Biswas  |
| 4          | 4         | Eine höhere Macht           | A Higher Power        | 12. Feb. 2016       | 8. März 2017                          | David Caffrey  | Neil Biswas                 |
| 5          | 5         | Die letzte Chance           | The Last Chance       | 19. Feb. 2016       | 15. März 2017                         | Brian Kelly    | Rachel Anthony              |
| 6          | 6         | Eine Laune des Schicksals   | A Twist of Fate       | 26. Feb. 2016       | 15. März 2017                         | Brian Kelly    | James Allen & Alan Westaway |
| 7          | 7         | Die Charme-Offensive        | The Charm Offensive   | 4. März 2016        | 22. März 2017                         | Jon East       | Stephen Gallagher           |
| 8          | 8         | Unter brüderlichem Schutz   | My Brother's Keeper   | 11. März 2016       | 22. März 2017                         | Jon East       | Ben Schiffer                |
| 9          | 9         | Auf der Seite der Macht     | The House Always Wins | 18. März 2016       | 29. März 2017                         | David Caffrey  | Rachel Anthony              |
| 10         | 10        | Der Sinneswandel            | Leap of Faith         | 25. März 2016       | 29. März 2017                         | David Caffrey  | Neil Biswas                 |

### Staffel 2
| Nr. (ges.) | Nr. (St.) | Deutscher Titel                 | Originaltitel          | Erstausstrahlung GB | Deutschsprachige Erstausstrahlung (D) | Regie         | Drehbuch       |
| ---------- | --------- | ------------------------------- | ---------------------- | ------------------- | ------------------------------------- | ------------- | -------------- |
| 11         | 1         | Das Glück ist eine Lady         | Luck Be a Lady         | 24. Feb. 2017       | 21. Juni 2017                         | Marek Losey   | Tom Grieves    |
| 12         | 2         | Spiel mit dem Feuer             | Playing With Fire      | 3. März 2017        | 28. Juni 2017                         | Marek Losey   | Matt Jones     |
| 13         | 3         | Doppeltes Spiel                 | Double Bluff           | 10. März 2017       | 5. Juli 2017                          | Andy Hay      | Tom Grieves    |
| 14         | 4         | Das Trojanische Pferd           | The Trojan Horse       | 17. März 2017       | 12. Juli 2017                         | Andy Hay      | Lucy Catherine |
| 15         | 5         | Was nahe liegt                  | What Lies Beneath      | 24. März 2017       | 19. Juli 2017                         | Daniel O’Hara | DC Jackson     |
| 16         | 6         | Es gibt kein Zurück mehr        | The Point of No Return | 31. März 2017       | 26. Juli 2017                         | Daniel O’Hara | Tom De Ville   |
| 17         | 7         | Die zweite Chance               | Second Chance          | 7. Apr. 2017        | 2. Aug. 2017                          | Jamie Childs  | Tom Grieves    |
| 18         | 8         | Der gefallene Engel             | The Fallen Angel       | 14. Apr. 2017       | 9. Aug. 2017                          | Jamie Childs  | Matt Jones     |
| 19         | 9         | Wie die Lämmer zur Schlachtbank | Lamb To The Slaughter  | 21. Apr. 2017       | 16. Aug. 2017                         | Andy Hay      | Mika Watkins   |
| 20         | 10        | Ein Held unserer Zeit           | A Hero of Our Time     | 28. Apr. 2017       | 23. Aug. 2017                         | Andy Hay      | Tom Grieves    |

### Staffel 3
| Nr. (ges.) | Nr. (St.) | Deutscher Titel           | Originaltitel          | Erstausstrahlung GB | Deutschsprachige Erstausstrahlung (D) | Regie             | Drehbuch           |
| ---------- | --------- | ------------------------- | ---------------------- | ------------------- | ------------------------------------- | ----------------- | ------------------ |
| 21         | 1         | Stell dich deinen Dämonen | Facing Your Demons     | 20. Juli 2018       | 15. Aug. 2018                         | Andy Hay          | Tom de Ville       |
| 22         | 2         | Lauf, Hase, lauf          | Run Rabbit Run         | 27. Juli 2018       | 15. Aug. 2018                         | Justin Molotnikov | Catherine Tregenna |
| 23         | 3         | Alles oder Nichts         | The Zero Option        | 3. Aug. 2018        | 22. Aug. 2018                         | Justin Molotnikov | Stephen Brady      |
| 24         | 4         | Vermisste Personen        | Missing Persons        | 10. Aug. 2018       | 22. Aug. 2018                         | Louise Hooper     | Tom Grieves        |
| 25         | 5         | Die Sünden des Vaters     | The Sins Of The Father | 17. Aug. 2018       | 29. Aug. 2018                         | Philip John       | Catherine Treganna |
| 26         | 6         | Die Kunst des Krieges     | The Art Of War         | 24. Aug. 2018       | 29. Aug. 2018                         | Philip John       | Stephen Brady      |
| 27         | 7         | Vom Licht geblendet       | Blinded By The Light   | 31. Aug. 2018       | 5. Sep. 2018                          | Philip John       | Stephen Brady      |
| 28         | 8         | Bis zum Ende              | End Of Days            | 7. Sep. 2018        | 5. Sep. 2018                          | Philip John       | Stephen Brady      |